# AGS JH25
AGS JH25 — гоночный автомобиль Формулы-1 команды AGS, разработанный и построенный для участия в чемпионате 1990 года.

## История
Новая модель JH25, спроектированная конструктором Мишелем Костой, увидела свет на Гран-при Сан-Марино 1990 года, но и она не принесла успеха команде. Итог сезона – 12 раз не пройдена предквалификация, 10 – квалификация, всего три финиша, лучший из которых – на девятом месте. К зиме де Рувр окончательно утратил интерес к своему детищу и начал всерьез обсуждать возможность его объединения с командой Жерара Лярусса. На место Дальмаса пригласили опытнейшего шведа Стефана Юханссона.
В первой гонке сезона-91 в Финиксе Габриэле Тарквини удалось добраться до финиша 8-м и команда отметила это торжественным ужином в «McDonald’s». Этот финиш стал для команды AGS единственным в том сезоне и последним в её истории.
После Гран-при Бразилии (где Юханссон не прошёл квалификацию, а Тарквини попал в аварию на первом круге) де Рувр продал команду. Новыми владельцами AGS стали итальянцы Габриэле Рафанелли и Патрицио Канту. После их прихода в команде произошёл ряд перестановок – место Косты занял вернувшийся Вандерплейн, а гоночного инженера Петера Висса, который фактически управлял командой в первых двух гонках, сменил пришедший из команды Modena Марио Толлентино. Юханссон был уволен, на его место взяли молодого итальянца Фабрицио Барбаццу. Так же было принято необычное решение – отказаться от работ с шасси JH26, вернуться к прошлогоднему JH25 с тем, чтобы к финальным гонкам сезона построить абсолютно новую машину – JH27.
Однако все эти перестановки не принесли никакого эффекта. Тарквини ещё сумел пробиться на старт в Монако, но затем последовала длинная череда непопадания в число 26 лучших в квалификации. А во второй половине сезона, когда команде пришлось вернуться в предквалификацию, Гран-при стали заканчиваться для команды чаще всего в пятницу утром. 

## Результаты выступлений в гонках
| Год  | Шасси      | Двигатель                  | Шины | N° | Пилоты   | 1   | 2    | 3    | 4    | 5    | 6    | 7   | 8    | 9    | 10   | 11   | 12   | 13   | 14   | 15  | 16   | Место | Очки |
| ---- | ---------- | -------------------------- | ---- | -- | -------- | --- | ---- | ---- | ---- | ---- | ---- | --- | ---- | ---- | ---- | ---- | ---- | ---- | ---- | --- | ---- | ----- | ---- |
| 1990 | JH25       | Ford Cosworth DFR, V8, 3,5 | G    |    |          | США | БРА  | САН  | МОН  | КАН  | МЕК  | ФРА | ВЕЛ  | ГЕР  | ВЕН  | БЕЛ  | ИТА  | ПОР  | ИСП  | ЯПО | АВС  | НКЛ   | 0    |
| 1990 | JH25       | Ford Cosworth DFR, V8, 3,5 | G    | 17 | Тарквини |     |      | НПКВ | НПКВ | НПКВ | НПКВ | НКВ | Сход | НПКВ | 13   | НКВ  | НКВ  | НКВ  | Сход | НКВ | Сход | НКЛ   | 0    |
| 1990 | JH25       | Ford Cosworth DFR, V8, 3,5 | G    | 18 | Дальмас  |     |      |      | НПКВ | НПКВ | НПКВ | 17  | НПКВ | НКВ  | НКВ  | НКВ  | НКЛ  | Сход | 9    | НКВ | НКВ  | НКЛ   | 0    |
| 1991 | JH25 JH25B | Ford Cosworth DFR, V8, 3,5 | G    |    |          | США | БРА  | САН  | МОН  | КАН  | МЕК  | ФРА | ВЕЛ  | ГЕР  | ВЕН  | БЕЛ  | ИТА  | ПОР  | ИСП  | ЯПО | АВС  | НКЛ   | 0    |
| 1991 | JH25 JH25B | Ford Cosworth DFR, V8, 3,5 | G    | 17 | Тарквини | 8   | Сход | НКВ  | Сход | НКВ  | НКВ  | НКВ | НКВ  | НКВ  | НПКВ | НПКВ | НПКВ |      |      |     |      | НКЛ   | 0    |
| 1991 | JH25 JH25B | Ford Cosworth DFR, V8, 3,5 | G    | 18 | Юханссон | НКВ | НКВ  |      |      |      |      |     |      |      |      |      |      |      |      |     |      | НКЛ   | 0    |
| 1991 | JH25 JH25B | Ford Cosworth DFR, V8, 3,5 | G    | 18 | Барбацца |     |      | НКВ  | НКВ  | НКВ  | НКВ  | НКВ | НКВ  | НПКВ | НПКВ | НПКВ | НПКВ |      |      |     |      | НКЛ   | 0    |

| Легенда к таблице |                                                                    |
| --- | ------------------------------------------------------------------ |
| В таблице перечислены результаты всех Гран-при Формулы-1, в которых использовался автомобиль. Строками таблицы являются сезоны, столбцами — этапы чемпионата мира. В каждой клетке указаны сокращённое название этапа и результат, дополнительно обозначенный цветом. Расшифровка обозначений и цветов представлена в нижеследующей таблице. |                                                                    |
| \| Пример \| Описание \| \| ------------ \| ------------------------------------------------------------------ \| \| 1 \| Победитель \| \| 2 \| Второе место \| \| 3 \| Третье место \| \| 5 \| Финишировал, заработав очки \| \| Сход \| Не финишировал, но при этом заработал очки \| \| 12 \| Финишировал, не получив очков \| \| НКЛ \| Финишировал, но не попал в финальную классификацию \| \| 15 \| Участвовал вне зачёта, либо по отдельной классификации \| \| 18 \| Не финишировал, но попал в финальную классификацию \| \| Сход \| Не финишировал \| \| НКВ \| Не прошёл квалификацию \| \| НПКВ \| Не прошёл предквалификацию \| \| ДСК \| Дисквалифицирован \| \| ИСК \| Исключён из протокола соревнований \| \| ТТ \| Заявлен для участия только в тренировках \| \| НС \| Участвовал в квалификации, но не стартовал в гонке \| \| Т \| Травмирован или болен \| \| ОТК \| Отказ от участия \| \| НТР \| Прибыл на соревнования, но на трассу не выезжал \| \| НПР \| Был заявлен в числе участников, но не прибыл к началу соревнований \| \| О \| Соревнования отменены \| \| \| Не участвовал \| \| Поул-позиция \| \| \| Быстрый круг \| \| |                                                                    |
| Пример | Описание                                                           |
| 1 | Победитель                                                         |
| 2 | Второе место                                                       |
| 3 | Третье место                                                       |
| 5 | Финишировал, заработав очки                                        |
| Сход | Не финишировал, но при этом заработал очки                         |
| 12 | Финишировал, не получив очков                                      |
| НКЛ | Финишировал, но не попал в финальную классификацию                 |
| 15 | Участвовал вне зачёта, либо по отдельной классификации             |
| 18 | Не финишировал, но попал в финальную классификацию                 |
| Сход | Не финишировал                                                     |
| НКВ | Не прошёл квалификацию                                             |
| НПКВ | Не прошёл предквалификацию                                         |
| ДСК | Дисквалифицирован                                                  |
| ИСК | Исключён из протокола соревнований                                 |
| ТТ | Заявлен для участия только в тренировках                           |
| НС | Участвовал в квалификации, но не стартовал в гонке                 |
| Т | Травмирован или болен                                              |
| ОТК | Отказ от участия                                                   |
| НТР | Прибыл на соревнования, но на трассу не выезжал                    |
| НПР | Был заявлен в числе участников, но не прибыл к началу соревнований |
| О | Соревнования отменены                                              |
| | Не участвовал                                                      |
| Поул-позиция |                                                                    |
| Быстрый круг |                                                                    |